# Mnioloma cellulosum
Mnioloma cellulosum là một loài rêu tản trong họ Calypogeiaceae. Loài này được (Spreng.) R.M. Schust. miêu tả khoa học lần đầu tiên năm 1995.